# جائزة ديترويت الكبرى 1984
جائزة ديترويت الكبرى 1984 هو سباق فورمولا 1 أقيم بتاريخ 24 يونيو 1984 في ديترويت، ميشيغان. كان الثامن من أصل 16 في بطولة العالم لسباقات الفورمولا واحد موسم 1984.

## الترتيب النهائي
| الترتيب | السائق           | النقاط |
| ------- | ---------------- | ------ |
| 1       | ألن بروست        | 34.5   |
| 2       | نيكي لاودا       | 24     |
| 3       | إيليو دي انجيليس | 19.5   |
| 4       | نيلسون بيكيه     | 18     |
| 5       | رينيه أرنو       | 16.5   |
| المصدر: |                  |        |